# Kim Bum
Kim Bum (hangŭl: 김범; hanja: 金范), nato Kim Sang-bum (hangŭl: 김상범; hanja: 金尚泛) (Seul, 7 luglio 1989) è un attore, modello e cantante sudcoreano, conosciuto soprattutto per il ruolo di So Yi-jung, co-protagonista nel drama Kkotboda namja, versione coreana di Hana Yori Dango.
All'età di 17 anni prende parte al concorso Survival Star Audition, che gli apre molte porte; partecipa ad audizioni e frequenta lezioni di recitazione. La sua prima apparizione di rilievo è nel drama coreano Eden-ui dongjjok del 2008, ma ottiene la fama l'anno seguente con il ruolo di So Yi-jung in Kkotboda namja. Il 20 giugno 2012 ha debuttato come solista con l'album Hometown.

## Filmografia

### Cinema
- Ddeugeoun geosi (뜨거운것이 좋아), regia di Kwon Chil-in (2008)
- Gosa - Piui junggangosa (고死: 피의 중간고사), regia di Nayato Fio Nuala e Chang (2008)
- Bisang (비상), regia di Park Jeong-hun (2009)
- Young Detective Dee: Il risveglio del drago marino (狄仁杰之神都龙王), regia di Tsui Hark (2013)
- Psychometry (사이코메트리), regia di Kwon Ho-young (2013)
- Ai wo jiu pei wo kan dianying (爱我就陪我看电影), regia di Niu Chaoyang (2015)
- Chongsheng airen (重生爱人), regia di Cao Dawei (2015)

### Televisione
- Balchikhan yeojadeul (발칙한 여자들) – serie TV (2006)
- Geochim-eobs-i high kick! (거침없이 하이킥!) – serie TV (2006-2007)
- Eden-ui dongjjok (에덴의 동쪽) – serie TV (2008-2009)
- Kkotboda namja (꽃보다 남자) – serie TV (2009)
- Dream (드림) – serie TV (2009)
- Jibung tturko high kick! (지붕 뚫고 하이킥!) – serie TV (2009-2010)
- Ajikdo gyeolhonhago shipeun yeoja (아직도 결혼하고 싶은 여자) – serie TV (2010)
- Ppadam ppadam... Geuwa geunyeo-ui simjangbakdongsori (그와 그녀의 심장박동소리) – serie TV (2011-2012)
- High kick! - Jjarb-eun dari-ui yeokseup (하이킥! 짧은 다리의 역습) – serie TV (2011-2012)
- Geu gyeo-ul, baram-i bunda (그 겨울, 바람이 분다) – serie TV (2013)
- Bur-ui yeosin Jeong-i (불의 여신 정이) – serie TV (2013)
- Wei shidai zhi lian (微时代之恋) – serie TV (2014)
- Sinbun-eul sumgyeora (신분을 숨겨라) – serie TV (2015)
- Mrs. Cop 2 (미세스 캅 2) – serie TV (2016)
- La leggenda della volpe a nove code (구미호뎐) – serie TV (2020)
- Law School (로스쿨?, RoseukeulLR) – serie TV (2021)
- Ghost Doctor (고스트 닥터?) – serie TV (2022)
- La leggenda della volpe a nove code 1938 (구미호뎐 1938?, Gumihodyeon 1938LR) – serie TV (2023)